# Psorophora forceps
Psorophora forceps är en tvåvingeart som beskrevs av Cerquiera 1939. Psorophora forceps ingår i släktet Psorophora och familjen stickmyggor. Inga underarter finns listade i Catalogue of Life.